# Salvador Vega Casillas
Salvador Vega Casillas (Apatzingán, Michoacán; 18 de agosto de 1961) es un contador y político mexicano, miembro del Partido Acción Nacional. Fue secretario de la Función Pública durante el gobierno del presidente Felipe Calderón entre 2007 y 2011.

## Trayectoria
Salvador Vega Casillas es un contador público egresado de la Universidad Michoacana de San Nicolás de Hidalgo, tiene además una maestría en Dirección y Gestión Pública Local en la Universidad Carlos III de Madrid, España. Ha ocupado los cargos de Gerente de Comercialización del puerto de Lázaro Cárdenas y director del Sistema Municipal de Agua Potable y Alcantarillado del mismo puerto.
En 1999 fue electo diputado en el Congreso de Michoacán, donde le correspondió presidir la Comisión de Hacienda. En 2003 fue electo diputado federal plurinominal a la LIX Legislatura, cuyo periodo concluyó en 2006, en la Cámara de Diputados de México fue secretario de las comisiones de Vigilancia de la Auditoría Superior de la Federación, de Investigación al Instituto para la Protección al Ahorro Bancario y de Comisión de la Función Pública, además de integrante de las de Marina y de Transportes.
En la campaña presidenial de Felipe Calderón fue coordinador operativo y desde diciembre de 2006 ocupó el cargo de subsecretario de la Función Pública, hasta el 28 de septiembre de 2007 cuando el presidente Calderón lo nombró titular la misma secretaría en sustitución de Germán Martínez Cázares, quien renunció para buscar la presidencia del Partido Acción Nacional.